# Rodney (Iowa)
Rodney es una ciudad ubicada en el condado de Monona, Iowa, Estados Unidos. Según el censo de 2020, tiene una población de 45 habitantes.

## Geografía
La localidad está ubicada en las coordenadas 42°12′16″N 95°57′3″O / 42.20444, -95.95083 (42.204484, -95.95073). Según la Oficina del Censo de los Estados Unidos, Rodney tiene una superficie total de 0.39 km², correspondientes en su totalidad a tierra firme.

## Demografía
Según el censo de 2020, hay 45 personas residiendo en Rodney. La densidad de población es de 115.38 hab./km². El 95.56% son blancos y el 4.44% son de una mezcla de razas. No hay hispanos o latinos viviendo en la localidad.